# Alchemilla pachyphylla
Alchemilla pachyphylla es una especie de planta del género Alchemilla, perteneciente a la familia Rosaceae.

## Taxonomía
Alchemilla pachyphylla fue descrita por Serguéi Yuzepchuk en 1941.

## Distribución
Se encuentra en el territorio de Siberia hasta Kazajistán.